# ロング (駆逐艦)
|          | |
| 艦歴     | |
| 発注     | |
| 起工     | 1918年9月23日 |
| 進水     | 1919年4月26日 |
| 就役     | 1919年10月20日 1930年3月29日 |
| 退役     | 1922年12月30日 |
| 除籍     | |
| その後   | 1945年1月6日に戦没 |
| 性能諸元 | |
| 排水量   | 1,190トン |
| 全長     | 314 ft 5 in (95.83 m) |
| 全幅     | 31 ft 9 in (9.68 m) |
| 吃水     | 9 ft 3 in (2.82 m) |
| 機関     | 2缶 蒸気タービン2基 2軸推進、13,500shp |
| 最大速   | 駆逐艦当時 35 ノット (65 km/h) |
| 乗員     | 士官、兵員101名 |
| 兵装     | 駆逐艦当時 4インチ連装砲4門、3インチ砲1門、21インチ魚雷発射管12門掃海駆逐艦当時 3インチ砲4門のち2門、40ミリ連装機関砲4門、20ミリ機銃5門、掃海具 |

ロング (USS Long, DD-209/DMS-12) は、アメリカ海軍の駆逐艦、掃海駆逐艦。クレムソン級駆逐艦の1隻。艦名はマサチューセッツ州知事とアメリカ合衆国海軍長官を務めたジョン・デイヴィス・ロングにちなむ。

## 艦歴
ロングはフィラデルフィアのウィリアム・クランプ・アンド・サンズで1918年9月23日に起工し、1919年4月26日にアーノルド・ナップ夫人によって進水、艦長A・B・クック中佐の指揮下1919年10月20日に就役する。
大西洋沿岸部で整調航海を行ったあと地中海方面に向かい、第26駆逐群に編入されて地中海およびアドリア海方面を行動する。1921年にはアジア方面に配置換えとなり、フィリピンに移動する。フィリピンではカヴィテを拠点に1922年7月まで南シナ海の警戒任務を行う。期間終了後、ロングはアメリカ本国に向かい、1922年12月30日にサンディエゴで予備艦となった。1930年3月29日、ロングは艦長ウィリアム・J・バトラー少佐の指揮下で再就役する。以降の10年間、北アメリカと中央アメリカの太平洋岸で航空を含めた各種演習に参加。1933年から1935年の間は第20駆逐部隊に所属した。1940年、ロングは掃海駆逐艦に改装され、11月19日付で DMS-12 に再分類された。掃海駆逐艦となったロングは第2機雷群に入ってハワイ水域を行動し、1941年12月5日に演習のため真珠湾を出港する重巡洋艦インディアナポリス (USS Indianapolis, CA-35) に随伴する。2日後の12月7日に真珠湾攻撃があり、ロングは12月9日に真珠湾に帰投して対潜哨戒任務を開始した。1942年3月から6月の間はハワイとミッドウェー島、パルミラ環礁およびカントン島との間を行き交う輸送船団の護衛にあたる。
6月30日、ロングはアラスカ方面で哨戒と護衛の任務にあたるため真珠湾を出港。しかし、7月27日に濃霧の中で駆逐艦モナハン (USS Monaghan, DD-354) と衝突し、モナハンともども戦線を離脱してロングはサンフランシスコに向かい、修理を行った。修理後は9月27日にコディアックに到着し、哨戒と護衛にあたる。冬の間、アメリカ軍はアリューシャン方面の戦いにおいて日本軍をアリューシャンから蹴落とす準備をととのえつつあり、ロングも拠点のアダック島に向かう輸送船団の護衛にしばしばあたった。アリューシャン方面の戦いがアッツ島とキスカ島の奪回で終息したあと、アリューシャンでの哨戒と護衛を終えたロングは9月16日に真珠湾に到着し、商船の護衛を兼ねてサンフランシスコに回航されてオーバーホールに入った。オーバーホールから戻ったロングは11月15日から1944年1月22日までハワイ水域で護衛任務に就き、2月2日には占領したてのロイ＝ナムル島に補充部隊を輸送する。その後はニューギニア水域に移動し、2月28日に第76任務部隊に合流した。3月にはアドミラルティ諸島の戦いで掃海任務を行い、戦いが一段落したあとはニューギニア島サデスト岬とミルン湾、ガダルカナル島およびエスピリトゥサント島間の輸送船団の護衛に任じた。
4月18日、ロングはホーランジアの戦いに参加するため根拠地を出撃。4月22日にフンボルト湾に到着して掃海を開始し、陸に敵を見つけると砲火を浴びせかけた。5月の早い時期にガダルカナル島に下がり、マリアナ諸島への攻撃のため6月4日にガダルカナル島を出撃する。6月13日にサイパン島沖に到着したロングは6月24日までの間、掃海、上陸部隊の掩護およびレーダーピケット艦任務と目まぐるしく働く。いったんマーシャル諸島に引き上げたのち、戦艦ペンシルベニア (USS Pennsylvania, BB-38) の直衛で再びマリアナ水域に向かい、7月12日にグアムに対して砲火を撃った。相変わらず対潜哨戒と護衛任務を行ったあとガダルカナル島に移り、8月16日にガダルカナル島で第32.5任務群に合流した。9月6日にパラオ近海に向けて出撃し、9月12日から16日にかけてペリリュー島とアンガウル島周辺およびコッソル水道の掃海にあたる。パラオとアドミラルティ諸島間の船団護衛任務に就いたあと10月4日に第7艦隊（トーマス・C・キンケイド中将）に合流してフィリピン奪回の作戦に従事することとなった。ロングは第1掃海隊の一艦として10月10日にゼーアドラー湾を出撃し、10月17日にレイテ湾に入る。まずディナガット島とヒブソン島間の海域を掃海し、次いでドラグとタクロバンの沖、最後にスリガオ海峡の順で掃海していった。10月23日まで味方船団を敵から守る煙幕担当艦としてレイテ湾に停泊し、マヌス島行の輸送船団を護衛してレイテ湾を出発、10月29日に到着した。マヌス島での修理と整備ののち、12月23日にリンガエン湾への上陸前の事前掃海目指して出撃する。
リンガエン湾を目指す上陸部隊は、ミンダナオ海航行中の1945年1月2日より神風特別攻撃隊などの攻撃を断続的に受けるが構わず進撃し、1945年1月6日にリンガエン湾に到着して空襲下で強行掃海を開始した。11時すぎに2機の神風がロングを目標に突入してきたが、うち1機は掃海艇の対空射撃で撃ち落とされ、残る1機もロングに最接近するが被弾し、右舷後部からわずか3メートルの海面に撃墜された。正午を回って間もなく、別の神風2機がロングに挑戦し、ロングは25ノットの速力で使用可能なすべての銃砲を神風の方向に向けて応戦した。しかし、2機のうち1機の零戦がロングの左舷側の艦橋下部、喫水線からわずか30センチのところに命中。ロングは命中箇所から前、艦橋と前甲板、烹炊所がガソリンによる火災に包まれて艦の前部と後部の連絡は遮断された。艦長スタンリー・カプラン大尉は弾薬への引火を警戒し、艦の前部にいる乗組員に対して後部に移るよう命じたが、「総員退艦」と誤って伝えられたがために、すべての乗組員がロングを手放す結果となった。僚艦ホーヴェイ (USS Hovey, DMS-11) が接近してロングを救おうとしたものの、救援は難航した。艦隊曳船アパッチ (USS Apache, ATF-67) もロングの救援に手を貸そうとしたが、依然として吹き荒れる神風は消火と救援の作業を思いとどまらせるには十分であった。夕方近く、停止したロングに別の神風が最初の神風が命中した場所と同じところに命中し、艦橋を破壊してロングの運命を決定づけた。ロングは横転し、翌朝に沈没していった。ロングの乗組員はホーヴェイに救助されたものの、そのホーヴェイも1月7日の夜明け前に日本機の雷撃によって沈没し、この際に何名かが戦死した。ロングの沈没位置は北緯16度12分 東経120度11分 / 北緯16.200度 東経120.183度と記録されている。
ロングは第二次世界大戦の功績で、9個の従軍星章を受章した。